# Bolbitis × nanjenensis
Bolbitis × nanjenensis là một loài dương xỉ trong họ Dryopteridaceae. Loài này được C.M.Kuo mô tả khoa học đầu tiên năm 1990.
Danh pháp khoa học của loài này chưa được làm sáng tỏ. 